# Obtest
Obtest ist eine Metalband aus der litauischen Hauptstadt Vilnius. Sie wurde 1992 gegründet. 

## Bandgeschichte

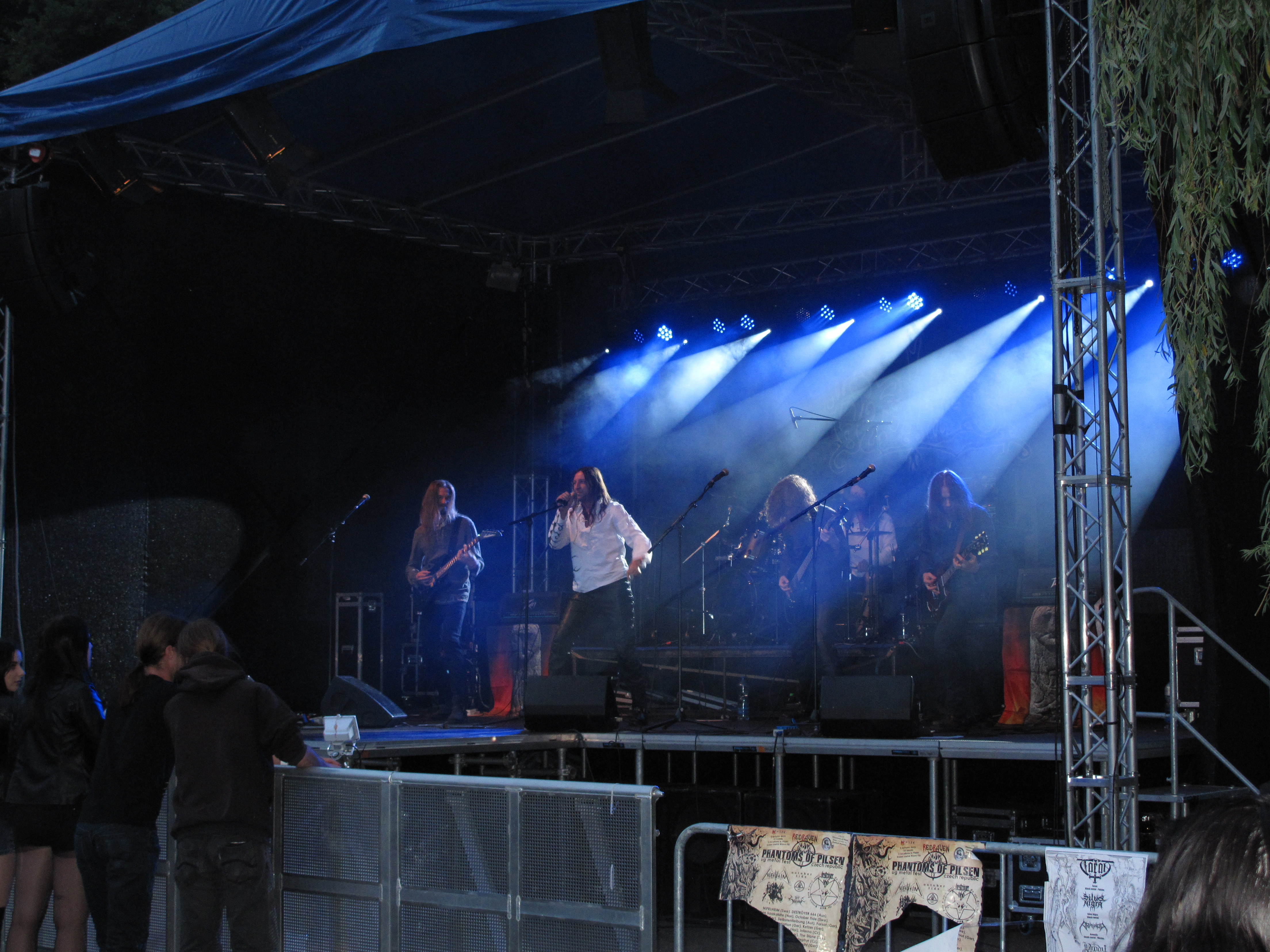
Obtest

1992 wurden Obtest von Sadlave (Gesang) und Baalberith (Gitarre) gegründet. Nach einem Jahr im Untergrund nahmen Obtest 1995 ihr erstes Demo Oldness Comming auf. 1995 folgte die Live-Eigenproduktion Live at Poltergeist, aufgenommen auf einem Festival. Am 22. Dezember desselben Jahres nahm die Band ihre zweite Demo Prieš Audr auf (deutsch: Vor dem Sturm). Am 23. April 1997 folgte das Debütalbum „Tūkstantmetis“ (deutsch: Millennium) auf MC. 1998 produzierte das deutsche Label Miriguidi Productions die EP „9 9 7“ mit drei Liedern. Im September 1998 produzierte die Band eine Promo-EP zum „Baltic Thunder“-Festival mit anderen baltischen Metalbands, wie Tharaphita, Skyforger, Zpoan Vtenz und Pocculus in Wilna.
Im Dezember 1999 wurde Obtest’s Debüt-Album „Tūkstantmetis“ von German Wolf Music mit der Unterstützung von Miriguidi Productions für den deutschen Markt als CD wiederveröffentlicht. Vom 22. September bis zum 2. Oktober 2000 tourten Obtest erstmals in Deutschland als Vorband für die Band Eminenz. Im Oktober 2001 wurde die EP „P R I S I E K 7“ in Deutschland produziert und im Dezember desselben Jahres folgte das zweite Album Auka Seniems Dievams, vom litauischen Label Ledo Takas Records als CD und limitierte LP veröffentlicht. Zwischen 2000 und 2002 absolvierten Obtest zwei Tourneen durch Europa. Während 1999 Edvardas (Bass) und Bestial (Drums) die Band nach Aufnahme ihres ersten Albums verließen, stießen Enrikas (Gitarre) und Demonas (Bass) zur Band hinzu.
Am 4. April 2008 erschien das Album Gyvybės medis (dt. Lebensbaum) in drei verschiedenen Formaten beim französischen Label Osmose Productions und beim litauischen Label Ledo Takas, Ledo Takas übernimmt die Veröffentlichung in den Baltischen Staaten.

## Stil
Anfangs spielte die Band noch Death Metal, änderte aber später ihre Musik in Richtung Black Metal. Frühe Einflussgrößen waren die Bands der „der zweiten Welle“, insbesondere die Gruppen Enslaved, Grand Belial’s Key, Mayhem und Darkthrone. Später traten Elemente des traditionellen Power Metals und Hard Rocks im Stile von Manowar und AC/DC, sowie die frühen Death-Metal-Einflüsse (Grave, Death) wieder hinzu. Der Stil von Obtest lässt sich daher nur schwer einer bestimmten Spielart zuordnen, da sich neben den erstgenannten Stilen auch Elemente des Folk-, Pagan- und Heavy Metal wiederfinden. Der Gesang ist teilweise kreischend, teilweise auch nur leicht aggressiv oder episch. Typisch ist außerdem die prägnante Melodiegitarre. Gesungen wird ausschließlich auf Litauisch, wobei auf einigen Demo-Aufnahmen auch noch in Englisch gesungen wurde. Die Texte behandeln die litauische Geschichte, Mythen, Legenden, Kriege und Religion. Die Band selbst bezeichnet ihren Stil als Heathen War Heavy Metal.

## Diskografie

### Demos
- Oldness Comming Demo (1995)
- Prieš audrą Demo (1995)

### Videos/VHS/Anderes
- Live at Poltergeist VHS (1995)
- Tėvynei Video-CD (2004)

### EPs
- 9 9 7 EP (1998)
- Prisiek Picture-EP (2001)
- Dvylika JuodVarnių Picture-EP (2003)

### Alben/LP
- Tūkstantmetis CD (1999)
- Auka seniems dievams LP/CD (2001)
- Tūkstantmetis LP (2003)
- Iš kartos į kartą LP/CD (2005)
- Prieš audrą Mini-LP (2006)
- Gyvybės medis LP/CD (2008)
- Tūkstantmetis LP (2003)

### MCs
- Tūkstantmetis MC (1997)
- Auka seniems dievams MC (2002)